# Bibisara Asaubajewa
Bibisara Jerchankyzy Asaubajewa (ur. 26 lutego 2004 w Tarazie) – kazachska szachistka, arcymistrzyni od 2019 roku.

## Kariera szachowa
W maju 2011 została mistrzynią świata wśród młodzieży szkolnej dziewcząt (do lat 7) w Krakowie. W listopadzie 2021 zdobyła złoty medal mistrzostw świata juniorów (do lat 8) w Brazylii. W marcu 2012 została mistrzynią Kazachstanu w szachach błyskawicznych, gdy miała 8 lat (dla dziewcząt do lat 12). W maju 2012 została mistrzynią świata dziewcząt (do lat 9) w Rumunii, a rok później powtórzyła ten wynik w Grecji. We wrześniu 2014 została wicemistrzynią świata dziewcząt (do lat 10) w Durbanie. W czerwcu 2017 zdobyła tytuł Mistrza FIDE. W sierpniu 2019 zajęła 3. miejsce wśród kobiet w 26. Abu Dhabi International Chess Festival, Open. W sierpniu 2021 wygrała w kontynentalnych mistrzostwach Azji kobiet w szachach online. W grudniu 2021 wystąpiła w mistrzostwach świata kobiet w szachach szybkich, gdzie zajęła 2. miejsce. Jej największym osiągnięciem było zwycięstwo w mistrzostwa świata w szachach błyskawicznych kobiet w grudniu 2021. 30 grudnia 2022 obroniła tytuł w szachach błyskawicznych.
Najwyższy ranking w dotychczasowej karierze osiągnęła 1 kwietnia 2024, z wynikiem 2481 punktów.

## Osiągnięcia
- 2011 – mistrzyni świata wśród młodzieży szkolnej do lat 7[4]
- 2011 – mistrzyni świata juniorów do lat 8[4]
- 2012 – mistrzyni Kazachstanu w szachach błyskawicznych do lat 12, gdy miała 8 lat[4]
- 2012 – mistrzyni świata do lat 9[4]
- 2013 – mistrzyni świata do lat 9[4]
- 2014 – wicemistrzyni do lat 12[4]
- 2014 – zwyciężyła w wieku 10 lat, dla mężczyzn do lat 14 w 13. mistrzostwach Dubaju juniorów[4]
- 2014 – zwyciężyła w kategorii U–2000 21. międzynarodowego festiwalu szachowego[4]
- 2014 – wicemistrzyni świata do lat 10[4]
- 2017 – mistrz fide, indywidualne mistrzostwa Europy[5]
- 2019 – 26th Abu Dhabi International Chess Festival, Open, III miejsce[6]
- 2021 – kontynentalne mistrzostwa Azji online – 1. miejsce[7]
- 2021 – mistrzostwa świata w szachach szybkich – 2. miejsce[8]
- 2021 – zwycięstwo na mistrzostwach świata w szachach błyskawicznych[9]
- 2022 – obroniła tytuł sprzed roku w szachach błyskawicznych[10]